# ATunes
ATunes is een vrije muziekspeler voor Windows, Linux, Solaris, Mac OS X en FreeBSD.

## Functies
ATunes ondersteunt grote afspeellijsten met duizenden nummers. Met een filteroptie kan gezocht worden naar specifieke artiesten, albums of genres. Met drag-and-drop kunnen bestanden aan de muziekbibliotheek toegevoegd worden. ATunes ondersteunt "slimme afspeellijsten" waardoor vaak afgespeelde of hoog gewaardeerde liedjes bovenaan in de afspeellijst worden geplaatst.
De bibliotheek wordt georganiseerd door meerdere kolommen zoals titel, artiest, album en genre, die kunnen worden gesorteerd of verborgen. De navigator kan worden weergegeven als een hiërarchische boom, mappen of covers.
ATunes is een hulpmiddel voor het opzoeken van artiesten op verschillende websites, zoals YouTube, Google Video en Wikipedia. Het integreert ook met Last.fm en AudioScrobbler.

### Bestandsformaten en tags
ATunes heeft ondersteuning voor de bestandsformaten MP3, Ogg Vorbis, WMA, WAV, FLAC, MP4, APE, MPC, cue en mac. Online radio wordt ook ondersteund. Bovendien kunnen M3U-afspeellijsten worden geopend en opgeslagen.
De tageditor van aTunes ondersteunt metadata voor MP3, OGG, FLAC, WMA, MP4, ra en rm. Daarnaast kan het ook foto's uit ID3v2-tags tonen.

### Statistieken
Gebruikers kunnen verschillende statistieken opvragen over hun afspeelhistoriek, zoals de meest gespeelde liedjes en de nooit gespeelde liedjes. Deze gegevens worden weergegeven in grafieken en cirkeldiagrammen.

### Audio-cd's
Muziek kan worden geript van audio-cd's en gecodeerd in WAV, MP3, FLAC en OGG. De Nero AAC-encoder wordt ondersteund. ATunes kan automatisch tracknamen van Amazon halen.

### Gebruikersinterface
Naast de standaard weergave met alle bedieningselementen en functies, is er een meervenstermodus waarbij elk element (navigator, afspeellijst, contextinformatie) afzonderlijk getoond kan worden. Daarnaast is er een volledigschermmodus en kan de speler ook naar het systeemvak worden verborgen. Het uiterlijk van aTunes kan veranderd worden door het verwisselen van thema.